# Campeonato Mundial de Remo de 1985
El XV Campeonato Mundial de Remo se celebró en Malinas (Bélgica) entre el 28 de agosto y el 1 de septiembre de 1985 bajo la organización de la Federación Internacional de Sociedades de Remo (FISA) y la Federación Belga de Remo.
Las competiciones se realizaron en el canal de regatas Hazewinkel, ubicado al noroeste de la ciudad flamenca.

## Medallistas

### Masculino
| Evento                         | Oro | Plata | Bronce |
| ------------------------------ | --- | --- | --- |
| Scull individual M1X           | Pertti Karppinen · Finlandia · | Andrew Sudduth Estados Unidos | Peter-Michael Kolbe RFA |
| Doble scull M2X                | Thomas Lange Uwe Heppner RDA | Nikolai Chuprina Yuri Zelikovich URSS | Jürg Weitnauer · Urs Steinemann · Suiza · |
| Cuatro scull M4X               | Douglas Hamilton · Robert Mills · Paul Douma · Melvin LaForme · Canadá · | Karl-Heinz Bußert Uwe Sägling Rüdiger Reiche Jens Köppen RDA | Jan Vochoska Zdeněk Bureš Miloš Zářecký Jaroslav Švrček Checoslovaquia |
| Dos sin timonel M2-            | Nikolai Pimenov Yuri Pimenov URSS | Adam Clift Martin Cross Reino Unido | Fernando Climent · Luis María Lasúrtegui · España · |
| Dos con timonel M2+            | Carmine Abbagnale · Giuseppe Abbagnale · Giuseppe Di Capua (t) · Italia · | Dimitrie Popescu Vasile Tomoiagă Dumitru Răducanu (t) Rumania | Uwe Gasch Thomas Keßler Olaf Gerschau (t) RDA |
| Cuatro sin timonel M4-         | Norbert Keßlau Volker Grabow Guido Grabow Jörg Puttlitz RFA | Jonas Narmontas Serguei Smirnov Viktor Pereverzev Guennadi Kriuchkin URSS | Olaf Förster Thomas Bänsch Thomas Greiner Hans Sennewald RDA |
| Cuatro con timonel M4+         | Sigitas Kučinskas Ivan Vysotski Vladimir Romanishin Igor Zotov Mijail Zasov (t) URSS                                                                                            | Mario Lafranconi · Giovanni Suarez · Gino Iseppi · Giuseppe Carando · Siro Meli (t) · Italia ·                                                                                                 | Karsten Schmeling Bernd Niesecke Bernd Eichwurzel Dietmar Schiller Hendrik Reiher (t) RDA |
| Ocho con timonel M8+           | Nikolai Komarov Viktor Diduk Jonas Pinskus Veniamin But Viktor Omelianovich Pavel Gurkovski Alexandr Voloshin Andrei Vasiliev Grigori Dmitrenko (t) URSS 5:33,71                | Agostino Abbagnale · Sergio Caropreso · Antonio Maurogiovanni · Alfredo Bollati · Giovanni Miccoli · Maurizio Donna · Annibale Venier · Pasquale Marigliano · Siro Meli (t) · Italia · 5:34,58 | John Strotbeck Thomas Kiefer Jonathan Smith Kurt Bausback Christopher Penny Kevin Still Christopher Huntington Michael Teti Mark Zembsch (t) Estados Unidos 5:34,72                                      |
| Scull individual ligero LM1X   | Ruggero Verroca · Italia · | Raimund Haberl · Austria · | Paul Fuchs Estados Unidos |
| Doble scull ligero LM2X        | Luc Crispon Thierry Renault Francia | Francesco Esposito · Carlo Gaddi · Italia · | Hartmut Schäfer Roland Ehrenfels RFA |
| Cuatro sin timonel ligero LM4- | Alwin Otten Frank Rogall Thomas Jäckel Wolfgang Birkner RFA | Dario Longhin · Mauro Torta · Nerio Gainotti · Franco Pantano · Italia · | Fred Michini Michael Morrison Charles Cobbs Edward Gribbin Estados Unidos |
| Ocho con timonel ligero LM8+   | Maurizio Losi · Michele Savoia · Vittorio Torcellan · Massimo Lana · Stefano Spremberg · Paolo Marostica · Andrea Re · Fabrizio Ravasi · Massimo Di Deco (t) · Italia · 5:46,66 | Mark Hanley Seymour Danberg Neil Olesen Michael Scott John Younger Peter Kermond Charles Butt Stephen Schmitt Jonathan Fish (t) Estados Unidos 5:48,47                                         | José Manuel Cañete · José Crespo Hidalgo · Carlos Muniesa · Jacinto Accensi Abella · Víctor Llorente · Fernando Molina Castillo · Eulogio Génova · Benito Elizalde · Ibon Alcorta (t) · España · 5:50,88 |

### Femenino
| Evento                         | Oro | Plata | Bronce |
| ------------------------------ | --- | --- | --- |
| Scull individual W1X           | Cornelia Linse RDA | Valeria Răcilă Rumania | Anne Marden Estados Unidos |
| Doble scull W2X                | Sylvia Schwabe Martina Schröter RDA | Marioara Popescu Elisabeta Oleniuc Rumania | Magdalena Gueorguieva Violeta Ninova Bulgaria |
| Cuatro scull W4X               | Kristina Mundt Jutta Hampe Birgit Peter Ramona Balthasar RDA | Antonina Dumcheva Natalia Grigorieva Yelena Jloptseva Yelena Bratishko URSS                                                                              | Anișoara Bălan Veronica Cogeanu Anișoara Sorohan Maricica Țăran Rumania                                                                                         |
| Dos sin timonel W2-            | Rodica Arba Elena Florea Rumania | Sherri Cassuto Susan Broome Estados Unidos | Kersten Toussaint Ramona Hein RDA |
| Cuatro con timonel W4+         | Kerstin Spittler Jutta Abromeit Carola Lichey Steffi Götzelt Daniela Neunast (t) RDA                                                                            | Florica Lavric Maria Fricioiu Chira Apostol Olga Homeghi Viorica Ioja (t) Rumania                                                                        | Lisa Robertson · Barbara Armbrust · Christine Clarke · Patricia Smith · Lesley Thompson (t) · Canadá ·                                                          |
| Ocho con timonel W8+           | Olena Pujayeva Sariya Zakirova Yelena Terioshina Marina Suprun Marina Znak Irina Teterina Natalia Yatsenko Lidiya Averianova Valentina Jojlova (t) URSS 6:14,00 | Susann Heinicke Gerlinde Mey Beatrix Lehmann Martina Walther Kathrin Thurm Ute Stange Kathrin Dienstbier Carola Hornig Sylke Kretzschmar (t) RDA 6:14,89 | Doina Bălan Marioara Trașcă Livia Țicanu Mihaela Armășescu Adriana Chelariu Carolina Matei Camelia Diaconescu Lucia Toader Ecaterina Oancia (t) Rumania 6:19,49 |
| Scull individual ligero LW1X   | Adair Ferguson Australia | Maria Micșa Rumania | Ann Martin Estados Unidos |
| Doble scull ligero LW2X        | Linda Clark Beryl Crockford Reino Unido | Brigitte Helmers Alrun Urbach RFA | Desirée Decriem Isabelle Lignan Francia |
| Cuatro sin timonel ligero LW4- | Claudia Engels Monika Wolf Sonja Petri Evelyn Herwegh RFA | Sandy Kendall Jennifer Marron Marise Widmer Charlotte Hollings Estados Unidos                                                                            | Denise Rennex Karin Riedel Amanda Cross Gayle Toogood Australia                                                                                                 |

## Medallero
| Núm. | País           | Oro | Plata | Bronce | Total |
| ---- | -------------- | --- | ----- | ------ | ----- |
| 1    | RDA            | 5   | 2     | 4      | 11    |
| 2    | URSS           | 4   | 3     | 0      | 7     |
| 3    | Italia         | 3   | 4     | 0      | 7     |
| 4    | RFA            | 3   | 1     | 2      | 6     |
| 5    | Rumania        | 1   | 5     | 2      | 8     |
| 6    | Reino Unido    | 1   | 1     | 0      | 2     |
| 7    | Australia      | 1   | 0     | 1      | 2     |
| 7    | Canadá         | 1   | 0     | 1      | 2     |
| 7    | Francia        | 1   | 0     | 1      | 2     |
| 10   | Finlandia      | 1   | 0     | 0      | 1     |
| 11   | Estados Unidos | 0   | 4     | 5      | 9     |
| 12   | Austria        | 0   | 1     | 0      | 1     |
| 13   | España         | 0   | 0     | 2      | 2     |
| 14   | Bulgaria       | 0   | 0     | 1      | 1     |
| 14   | Checoslovaquia | 0   | 0     | 1      | 1     |
| 14   | Suiza          | 0   | 0     | 1      | 1     |
|      | TOTAL          | 21  | 21    | 21     | 63    |